# 그 여자의 집 건너편 창가에 웬 소녀가 있다
《그 여자의 집 건너편 창가에 웬 소녀가 있다》(영어: The Woman in the House Across the Street from the Girl in the Window)는 넷플릭스에서 2022년 1월 28일 공개된 미국의 블랙 코미디 스릴러 미니시리즈이다.

## 개요
화가 애나는 비극적 사고로 어린 딸을 잃은 이후로 비 공포증이 생겼으며, 정신과 약을 술에 섞어먹으면서 종종 환각을 겪는다.
어느 날 애나는 창밖을 바라보다가 새로 이사 온 길 건너편 이웃집 안에서 벌어지는 살인을 목격한다. 하지만 이를 부정하는 이웃은 애나를 배척하고, 경찰은 애나를 제정신이 아니라고만 여긴다. 이에 애나는 자신이 직접 진실을 밝혀내기로 결심한다.

## 출연진
메인
- 크리스틴 벨 - 애나 휘터커 역
- 마이클 일리 - 더글러스 휘터커 역
- 톰 라일리 - 닐 콜먼 역
- 메리 홀랜드 - 슬론 역
- 캐머런 브리턴 - 뷰얼 역
- 셸리 헤니그 - 리사 역
- 섬사라 옛 - 에마 콜먼 역

리커링
- 브렌다 쿠 - 캐럴 역
- 크리스티나 앤서니 - 베키 레인 형사 역
- 벤저민 레비 아길라 - 렉스 역

그 외
- 저니나 거반카 - 메러디스 역
- 짐 래시 - 승무원 역
- 글렌 클로스 - 애나의 비행기 옆좌석에 앉은 사업가 역